# Doraemon Land
Doraemon Land fue un concurso de televisión español, basado en el mundo del popular manga y anime japonés Doraemon.
El espacio estuvo producido por 60dB (filial de Mediaset España), Luk Internacional (agente de la propiedad de las series y películas de Doraemon en España y Portugal) y Turner Broadcasting System España (subfilial de Turner Broadcasting System, a su vez filial de Time Warner) y se emitió en el canal infantil Boing (propiedad conjunta de Mediaset y Warner) desde el 10 de octubre hasta el 19 de diciembre de 2014. Lo condujo la actriz y presentadora Laura Artolachipi, «Chipi».

## Historia
A lo largo del segundo trimestre de 2014, el grupo Mediaset España convocó a los futuros concursantes, niños con edades comprendidas entre los 8 y los 12 años, mediante dos opciones: inscribiéndose desde la página web de Boing o acudiendo a los cástines que se organizaron en Málaga, los días 30 y 31 de mayo, y Madrid, los días 6 y 7 de junio.
Doraemon Land se emitió en Boing todos los viernes, sobre las 21 horas, desde el 10 de octubre hasta el 19 de diciembre de 2014 (con reposiciones los sábados, a las 9:15 horas, y los domingos, a las 21 horas).

## Formato y pruebas
En el concurso participan tres parejas de niños (equipos rojo, amarillo y azul), vinculados por parentesco o amistad. Las tres parejas entran por la famosa «puerta mágica» y tienen que trabajar en equipo y solidaridad para superar las cuatro pruebas de las que consta el espacio, previamente guiados por Chipi.

### Primera prueba:El béisbol loco
Los lanzadores de cada equipo tienen que meter bolas de su propio color en sus porterías, interponiéndose bateadores del equipo contrario que intentarán evitar que entren las pelotas. Cada equipo obtendrá un número de puntos (llamados «dorayakis», en referencia al famoso postre favorito de Doraemon) equivalente al número de pelotas que ha marcado y gana el que más pelotas ha marcado.

### Segunda prueba:El memorizador
Cada equipo tiene que poner a trabajar su memoria para encontrar las 8 parejas que se esconden en el tablero mágico (Doraemon, Nobita, Shizuka, Suneo, "Gigante", Dorami, gorrocóptero y puerta mágica), teniendo previamente que saltar por turnos gritando "kao" ("cara" en japonés) para descubrir cada "carta". Cada equipo obtendrá el doble de puntos por cada pareja que haya acertado, gana el que más parejas ha conseguido y queda eliminado el que menos puntos tiene entre esta prueba y la anterior.

### Tercera prueba:El karaoke gigante
Cada equipo tiene que interpretar la canción de cabecera de Doraemon en un idioma diferente, labor que se dificulta por el "balbuceador" (unos cascos que tienen en las orejas y hacen retardar sus voces) y el lanzamiento de "basurilla cósmica" (papeles arrugados y confeti) mediante una máquina de viento por obra del otro equipo. El equipo que mejor realiza la prueba, gana y obtiene cinco segundos de ventaja en la prueba final.

### Prueba final:El «dorayakiportacóptero»
La prueba final se subdivide en cuatro partes:
- Los dorayakis gigantes: Uno de los componentes de cada equipo tiene que coger los "palillos gigantes" (palos de billar) y meter cada dorayaki gigante (tres, en total) en una figura gigante de Doraemon. Si se cae, el otro componente recoge el dorayaki y lo deja en la mesa para volver a empezar.
- El descampado: Superada la parte anterior, cada equipo choca sus manos y uno de los dos integrantes tiene que bordear los tubos, meterse por la boquilla trasera del tubo superior y salir por la boquilla delantera.
- La carrera de puertas: Los mismos participantes de la anterior parte continúan en esta. Tienen que atravesar las cuatro parejas de "puertas mágicas" averiguando cuáles se abren y superar los obstáculos del camino (globos, pelotas, plásticos y cuerdas elásticas).
- El gorrocóptero: Los participantes de la parte anterior chocan sus manos con sus respectivos compañeros y estos últimos cogen un mando e intentan meter al Doraemon (un muñeco) atado al "gorrocóptero" por la ventana de la casa de Nobita. Si se estrella, el ayudante tiene que recogerlo y colocarlo en la mesa para volver a empezar.

El equipo que consigue completar las cuatro partes, gana y se proclama campeón del episodio y finalista del concurso.

## Premios
Los premios que podía obtener cada equipo eran los siguientes:
- Campeón: Una noche en la Habitación Doraemon del Hotel del Juguete de Ibi, juego del concurso y lote de productos oficiales.
- Subcampeón: Juego del concurso y lote de productos oficiales.
- Tercer clasificado: Juego del concurso.

El máximo premio era un viaje familiar a Japón, que se sorteaba entre los campeones de cada episodio en la Gran Final.

## Única edición (2014)

### Episodios
| Programa | Título          | Fecha de emisión                 | Hora  | Espectadores | Share |
| -------- | --------------- | -------------------------------- | ----- | ------------ | ----- |
| 1        | —               | viernes, 10 de octubre de 2014   | 21:00 | 462 000      | 3,4 % |
| 2        | —               | viernes, 17 de octubre de 2014   | 21:00 | 379 000      | 3,0 % |
| 3        | —               | viernes, 24 de octubre de 2014   | 21:15 | 446 000      | 3,1 % |
| 4        | —               | viernes, 31 de octubre de 2014   | 21:00 | 211 000      | 1,7 % |
| 5        | —               | viernes, 7 de noviembre de 2014  | 21:00 | 369 000      | 2,5 % |
| 6        | —               | viernes, 14 de noviembre de 2014 | 20:45 | 320 000      | 2,2 % |
| 7        | —               | viernes, 21 de noviembre de 2014 | 20:45 | 343 000      | 2,4 % |
| 8        | —               | viernes, 28 de noviembre de 2014 | 20:45 | 417 000      | 3,0 % |
| 9        | —               | viernes, 5 de diciembre de 2014  | 20:45 | 195 000      | 1,4 % |
| 10       | —               | viernes, 12 de diciembre de 2014 | 21:00 | 366 000      | 2,5 % |
| 11       | «La Gran Final» | viernes, 19 de diciembre de 2014 | 21:00 | 291 000      | 2,1 % |

### Participantes
| Equipos            | Programa 1 | Programa 2 | Programa 3 | Programa 4 | Programa 5 | Programa 6 | Programa 7 | Programa 8 | Programa 9 | Programa 10 | Programa 11 (G. F.) |
| ------------------ | ---------- | ---------- | ---------- | ---------- | ---------- | ---------- | ---------- | ---------- | ---------- | ----------- | ------------------- |
| Alessia y María    | 3.º        |            |            |            |            |            |            |            |            |             |                     |
| Samuel y Daniel    | 1.º        |            |            |            |            |            |            |            |            |             | Finalista           |
| Cayetano y María   | 2.º        |            |            |            |            |            |            |            |            |             |                     |
| Carolina e Iris    |            | 2.º        |            |            |            |            |            |            |            |             |                     |
| Juan y Adrián      |            | 1.º        |            |            |            |            |            |            |            |             | Finalista           |
| Isabel y Alejandra |            | 3.º        |            |            |            |            |            |            |            |             |                     |
| Irene y Lidia      |            |            | 3.º        |            |            |            |            |            |            |             |                     |
| Rubén y Eduardo    |            |            | 1.º        |            |            |            |            |            |            |             | Finalista           |
| Eugenia y Carmen   |            |            | 2.º        |            |            |            |            |            |            |             |                     |
| Jaume y Lourdes    |            |            |            | 3.º        |            |            |            |            |            |             |                     |
| María y Raquel     |            |            |            | 1.º        |            |            |            |            |            |             | Finalista           |
| Paula y Joaquín    |            |            |            | 2.º        |            |            |            |            |            |             |                     |
| Claudia y Paula    |            |            |            |            | 3.º        |            |            |            |            |             |                     |
| Yaiza y Libe       |            |            |            |            | 2.º        |            |            |            |            |             |                     |
| Adriana y Paula    |            |            |            |            | 1.º        |            |            |            |            |             | Finalista           |
| Unai y Gonzalo     |            |            |            |            |            | 2.º        |            |            |            |             |                     |
| Irene y Laura      |            |            |            |            |            | 1.º        |            |            |            |             | Finalista           |
| Jaime y Darío      |            |            |            |            |            | 3.º        |            |            |            |             |                     |
| Andrea y Alejandra |            |            |            |            |            |            | 2.º        |            |            |             |                     |
| Rafael y Cristian  |            |            |            |            |            |            | 3.º        |            |            |             |                     |
| Juan y Hugo        |            |            |            |            |            |            | 1.º        |            |            |             | Finalista           |
| Eloy y Yago        |            |            |            |            |            |            |            | 2.º        |            |             |                     |
| Natalia y Alba     |            |            |            |            |            |            |            | 1.º        |            |             | Ganador             |
| Noah y Ana         |            |            |            |            |            |            |            | 3.º        |            |             |                     |
| Rubén y Adrián     |            |            |            |            |            |            |            |            | 3.º        |             |                     |
| Antonio y María    |            |            |            |            |            |            |            |            | 2.º        |             |                     |
| Adriana y Álvaro   |            |            |            |            |            |            |            |            | 1.º        |             | Finalista           |
| Jorge y Nicolás    |            |            |            |            |            |            |            |            |            | 2.º         |                     |
| Rodrigo y Gonzalo  |            |            |            |            |            |            |            |            |            | 1.º         | Finalista           |
| Adrián y Daniel    |            |            |            |            |            |            |            |            |            | 3.º         |                     |

## Curiosidades
- Doraemon Land fue creado con ocasión del 20º aniversario de Doraemon en España, cuyas primeras emisiones en el país se remontan a diciembre de 1993.
- La gala final del concurso coincidió con el estreno de la película Stand by Me Doraemon en España. El grupo Fiver, autores del tema Stand by Me, fue invitado para la ocasión.

Normalmente, es uno de los programas de concursos para niños que se canceló con tan solo 11 programas.